# 群馬県道378号長野原草津口停車場線

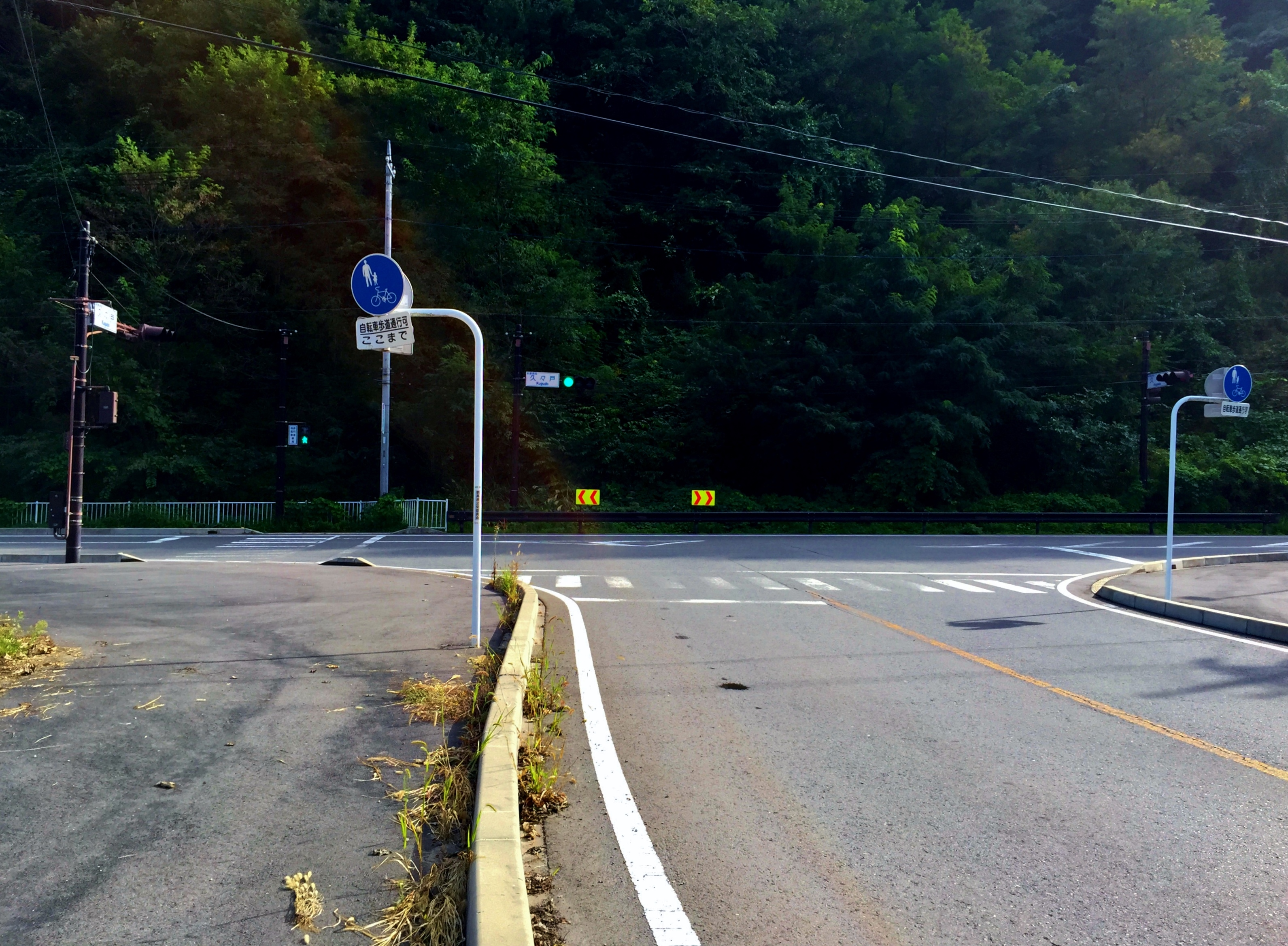
久々戸交差点（起点、2015年9月）
↓方向（手前）が県道378号、←→方向が国道145号である。

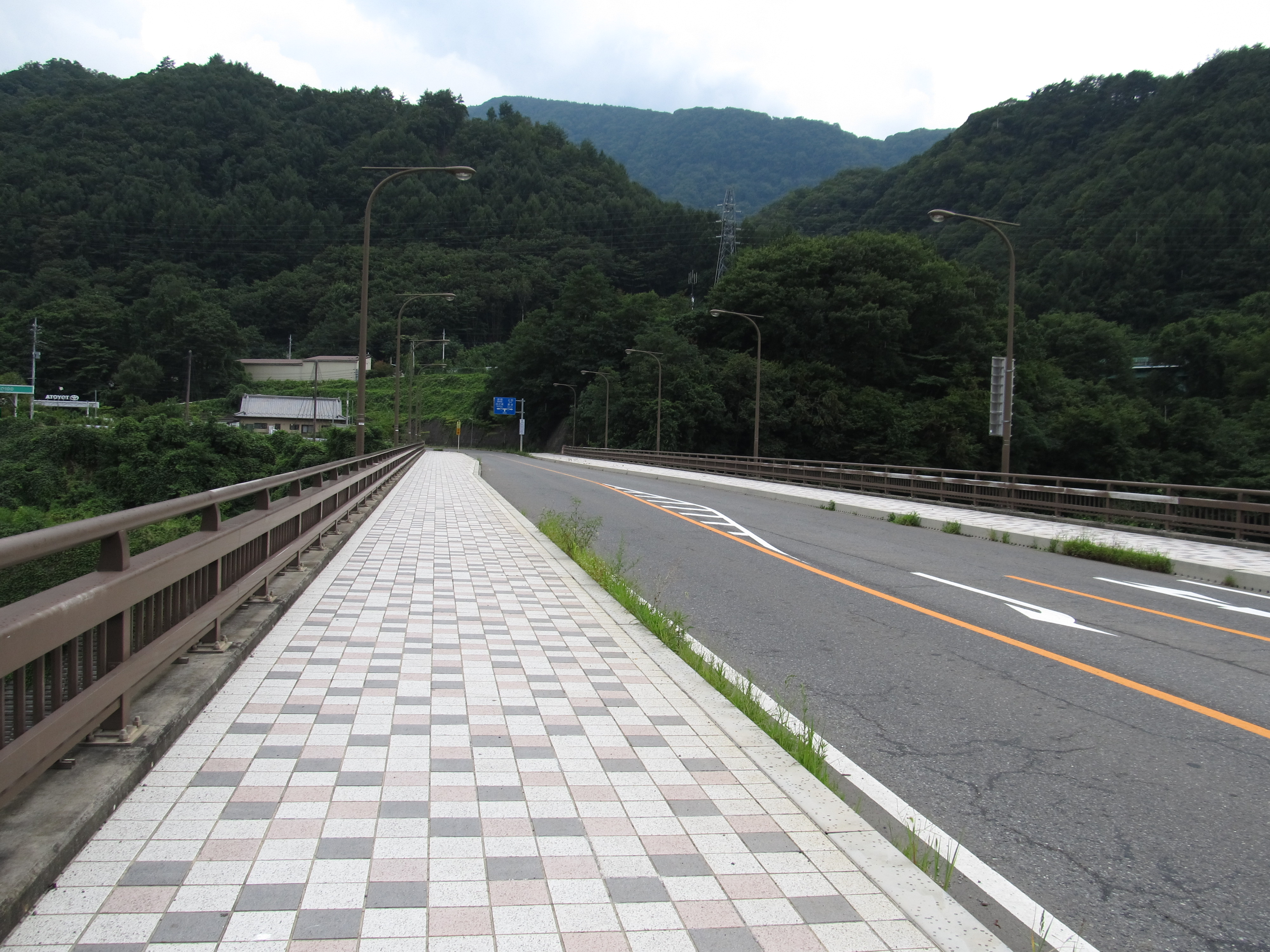
吾妻川に架かる長野原駅前大橋

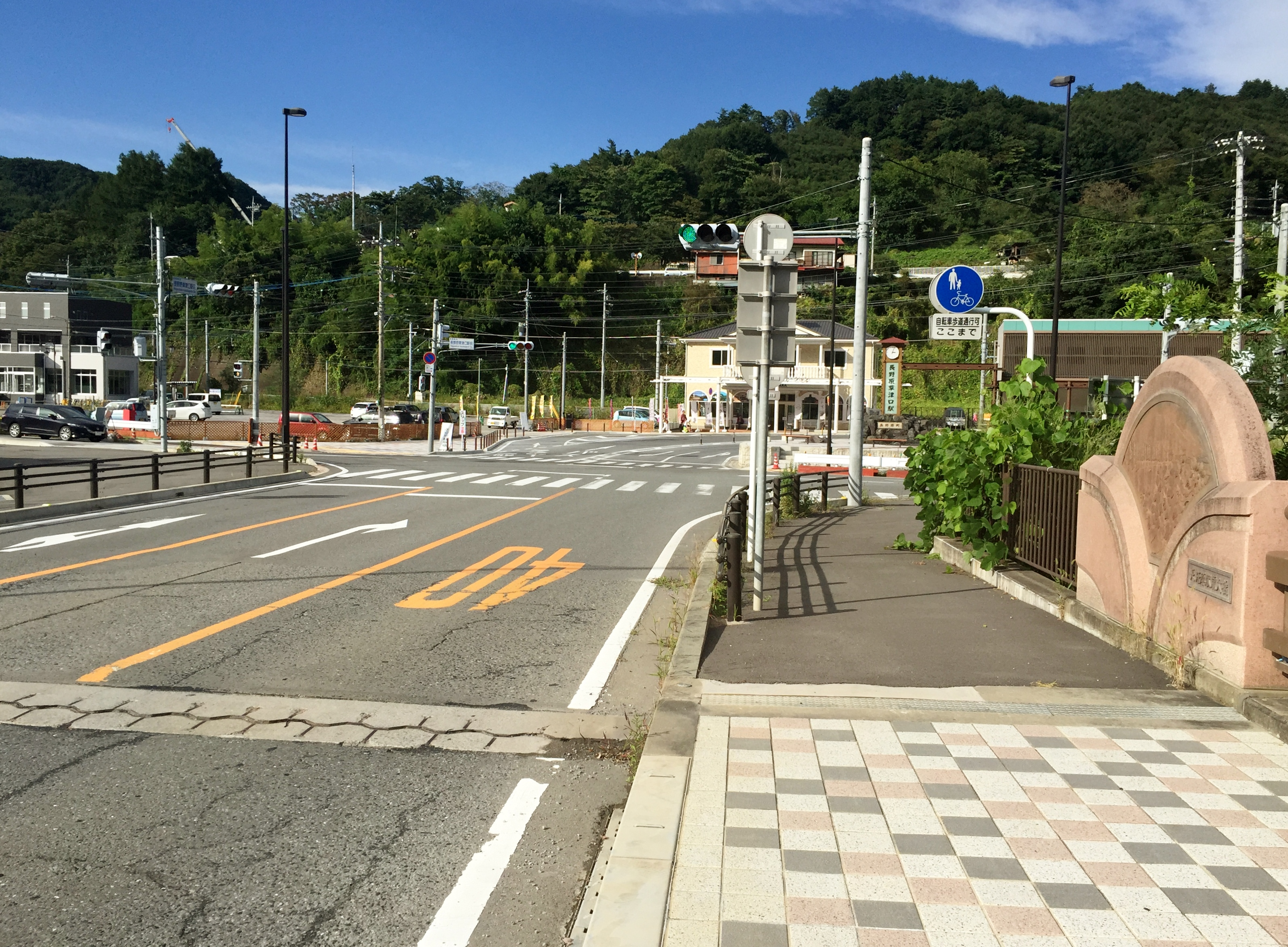
長野原草津口駅前交差点（2015年9月）
→方向が国道406号・県道378号、↓方向（手前・長野原駅前大橋）が県道378号、←方向が国道406号、↑方向（正面奥）が長野原草津口駅のロータリーである。

群馬県道378号長野原草津口停車場線（ぐんまけんどう378ごう ながのはらくさつぐちていしゃじょうせん）は、群馬県吾妻郡長野原町を通過する一般県道である。

## 概要
本県道は、長野原町内の国道145号（長野原・八ッ場バイパス）と国道406号の長野原草津口駅前を結ぶ路線である。
起点の久々戸交差点から長野原草津口駅前交差点までは本県道の単独区間であり、途中吾妻川に架かる長野原駅前大橋を渡る。
長野原草津口駅前交差点から国道406号沿いに250m弱西進すると、国道292号現道の起点である新須川橋交差点に至る。

### 路線データ
- 起点 : 群馬県吾妻郡長野原町大字長野原（久々戸交差点＝国道145号現道交点[1]）
- 終点 : 群馬県吾妻郡長野原町大字長野原（長野原草津口駅＝国道406号交点）
- 総延長[2] : 0.5750km
  - 実延長[2] : 0.4620km
  - 重用延長[2] : 0.1130km

## 歴史
- 1995年（平成7年）4月1日 - 本県道が認定される[2]。

## 路線状況

### 重複区間
- 国道406号（長野原町長野原・長野原草津口駅前交差点 - 終点）

## 地理

### 通過する自治体
- 群馬県
  - 吾妻郡長野原町

### 交差する河川
- 吾妻川（長野原駅前大橋 : 長野原町長野原 - 長野原草津口駅前交差点）

### 沿線
- 長野原草津口駅（JR吾妻線）（長野原町長野原）